# No'ar oved le'umi
No'ar oved le'umi též ha-No'ar ha-oved ha-le'umi (hebrejsky: הנוער העובד הלאומי, doslova Národní pracující mládí, zkráceně jen הנוער הלאומי, ha-No'ar ha-le'umi, Národní mládí, oficiálně ha-No'ar ha-le'umi ha-oved ve-ha-lomed, הנוער הלאומי העובד והלומד, doslova Národní pracující a studující mládí) je sionistická, pravicově orientovaná mládežnická organizace v Izraeli.
Vznikla roku 1949 jako satelitní organizace napojená na revizionistickou odborovou centrálu Histadrut ha-ovdim ha-le'umit. V současnosti má cca 80 000 členů. Její levicovou protiváhou byla a z velké části je mládežnická organizace ha-No'ar ha-oved ve-ha-lomed.
Postupně se hnutí organizačně oddělilo od odborové centrály Histadrut ha-ovdim ha-le'umit. Organizace je inspirována ideologií revizionismu, zejména jeho zakladatele Vladimíra Žabotinského. V socioekonomických otázkách se hlásí k liberalismu a volnému trhu. Věří v rovnost příležitostí a nutnost podporovat rozvoj individuálního talentu. Hymnou hnutí je Chad nes. Vedení hnutí je voleno v demokratických volbách. V 90. letech 20. století hnutí zahájilo programy pro integraci nových židovských imigrantů, angažuje se v sociálních programech na pomoc chudým a rizikovým skupinám mládeže.